# Linaria grandiflora
Linaria grandiflora är en grobladsväxtart som beskrevs av René Louiche Desfontaines. Linaria grandiflora ingår i släktet sporrar, och familjen grobladsväxter. Inga underarter finns listade i Catalogue of Life.